# Dianjun (Yichang)
Dianjun (chiń. upr. 点军区; chiń. trad. 點軍區; pinyin Diǎnjūn Qū) – dzielnica w środkowej części prefektury miejskiej Yichang w prowincji Hubei w Chińskiej Republice Ludowej. Liczba mieszkańców dzielnicy w 2010 roku wynosiła 103696.